# Johannes Simonius
Johannes Simonius, född 1566 i Magdeburg, död 1627 i Uppsala, var en akademiker och blev den förste innehavaren av den Skytteanska professuren i statskunskap och vältalighet.
Simonius var professor vid universitetet i Rostock, innan han erhöll den skytteanska professuren. I Rostock hade han bland andra Johan Adler Salvius som student i vältalighet. 

## Fotnoter
1. ↑  Se registreringar av Johannes Simonius i Rostocker Matrikelportal
2. ↑  Se registrering av Johannes Simonius i Catalogus Professorum Rostochiensium